# Argopus ahrensi
Argopus ahrensi är en skalbaggsart som först beskrevs av Ernst Friedrich Germar 1817.  Argopus ahrensi ingår i släktet Argopus, och familjen bladbaggar. Arten har ej påträffats i Sverige.